# Kampfgeschwader 200
Kampfgeschwader 200 (KG 200) — специальное формирование (эскадра) Люфтваффе, выполнявшее особенно сложные боевые, транспортные и разведывательные задачи, а также испытания и использование трофейных самолётов.

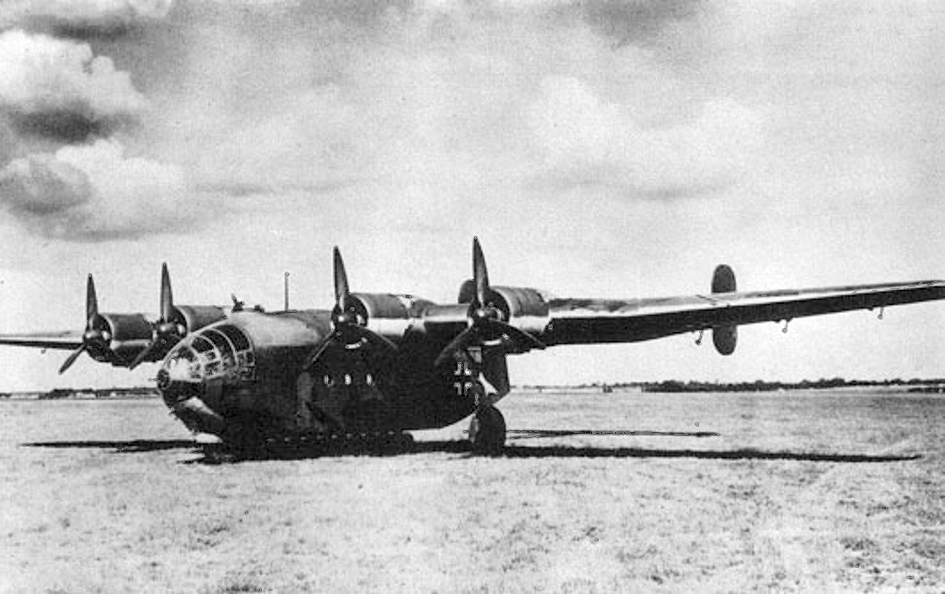
Arado Ar 232B — самолёт, использовавшийся KG 200 для специальных заданий, способный оперировать на неподготовленных аэродромах

## Задачи
Kampfgeschwader 200 получил репутацию «эскадры-призрака» или «шпионов», занимаясь переброской и снабжением агентов Абвера, а позднее Главного управления имперской безопасности в тыл врага.
В состав подразделения входили различные типы самолётов и планеров, среди них — захваченные американские Douglas DC-3 и четырёхмоторные бомбардировщики Flying Fortress. Их испытание с целью изучения преимуществ и недостатков было одной из задач персонала KG 200. Их также использовали с немецкими опознавательными знаками, в основном из-за большого радиуса действия, а не для дезинформации противника.
Одна из миссий — «Операция Цеппелин» в июле 1944 года, целью которой было убийство Иосифа Сталина. KG 200 также отвечала за испытания нового оружия, подготовку стратегических атак с применением специального вооружения, например управляемой по радиосигналу бомбы Fritz X, атаки на важные цели специальным оружием, а также транспортировку стратегически важных грузов на дальние расстояния из оккупированной Японией Маньчжурии. Добровольцы так называемой «самоубийственной боевой миссии» (нем. Selbstopfereinsatz) из «эскадры Леонида» проходили подготовку в KG 200 и использовались для уничтожения мостов через Одер. В ходе этих самоубийственных атак погибли 35 пилотов.

## История
История подразделения началась в 1934 году, когда Люфтваффе, впечатлённая воздушными разведывательными миссиями над Польшей, выполненными оберстом (полковником) Теодором Ровелем, создала специальную эскадрилью под его руководством, подчинённую Абверу — военной разведке Германии. Поскольку Абвер начал терять поддержку фюрера, в 1942 году было сформировано новое разведывательное подразделение — 2-e испытательное соединение под командованием Вернера Баумбаха. Это соединение было объединено с 1-м испытательным соединением в мартe 1944 года для создания Kampfgeschwader 200 (KG 200) 20 февраля 1944 года.
11 ноября 1944 года Баумбах был назначен Гешвадеркоммодоре, и с этого момента все специальные воздушные операции выполнялись KG 200 под его командованием.
Одной из основных причин создания KG 200 было то, что «распорядителям» (в первую очередь РСХА СС и военной контрразведке — Абверу) становилось всё труднее получать необходимые самолёты и соответствующую инфраструктуру от транспортных и боевых частей, которые непрерывно сокращались и частично уже расформировывались.

## Командиры подразделения
- Оберст Генрих Хайгль, 02.1944 – 11.1944[8]
- Оберст-лейтенант Вернер Баумбах, 15.11.1944 – 6.3.1945[8] (подал в отставку и сдал награды в знак протеста против использования обученных в KG 200 пилотов в самоубийственных атаках на мосты через Одер и Нейсе — эскадра Леонид[2])
- Майор Адольф фон Харниер, 6.03.1945 – 25.04.1945[8]